# 시빌 대닝
시빌 대닝(Sybil Danning, 1952년 5월 24일 ~ )은 오스트리아의 배우이다.